# فريدريك رينر
فريدريك رينر (بالإنجليزية: Frederick Renner)‏ هو طبيب أسترالي، ولد في 1821، وتوفي في 1893.